# Edna Adan Ismail

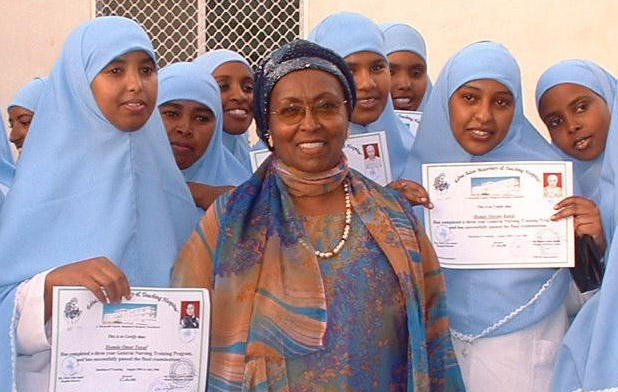
Edna Adan Ismail com um grupo de estudantes de pós graduação em enfermagem na Edna Adan Maternity Hospital.

Edna Adan Ismail (somali:  Edna Aadan Ismaaciil or Adna Aadan IsmaaciilEdna Aadan Ismaaciil or Adna Aadan Ismaaciil) (nascida em 8 de setembro de 1937) foi Ministra dos Negócios Estrangeiros da Somalilândia entre 2003 e 2006, e serviu anteriormente como Ministra do Bem Estar da Família e do Desenvolvimento Social da Somalilândia.
Ela é diretora e fundadora da Edna Adan Maternity Hospital em Hargeisa, ativista e pioneira na luta para a eliminação da mutilação genital feminina. Ela também é Presidente da Organização para as Vítimas de Tortura.
Ela foi casada com Mohamed Haji Ibrahim Egal, que foi Chefe de Governo na Somalilândia Britânica cinco dias antes da independência da Somália e, mais tarde, foi Primeiro-Ministro da Somália (1967-69) e Presidente da Somália (1993-2002).

## Infância e Educação
Edna Adan nasceu em Hargeisa, Somalilândia Britânica em 8 de setembro de 1937, filha de um importante médico Somali foi treinada como enfermeira e parteira no Reino Unido, no Borough Polytechnic, agora London South Bank University, onde diz ser "a primeira menina Somali" a estudar na Grã-Bretanha.
Outras conquistas da Ismail incluem, ser a primeira Somália qualificada como enfermeira-parteira e a primeira mulher Somali a dirigir. Mais tarde, ela se casou com Muhammad Haji Ibrahim Egal, um político Somali eleito Primeiro-Ministro da Somália, em 1967.

## Trabalho no Hospital
Ela voltou à Somalilândia e construiu do zero uma maternidade, a qual continua a gerir. O Hospital Maternidade Edna Adan foi oficialmente aberto em 9 de março de 2002, em terreno doado pelo governo local que era, anteriormente, usado para depósito de lixo.
A região carecia de enfermeiros treinados para trabalhar no hospital – como a maioria da população teve de fugir do país ou foi morto durante a guerra civil. Edna, então,  recrutou mais de 30 candidatos e começou os treinamentos em 2000, enquanto o hospital ainda estava em construção. Agora, o hospital já tem duas salas de cirurgia, laboratório, biblioteca, centro de informática e ala completa destinada à formação de enfermeiros e parteiras.
A missão do Hospital Edna Adan é ajudar a melhorar a saúde dos habitantes locais, em particular com relação à alta taxa de mortalidade materna e infantil. A instalação, que é uma caridade sem fins lucrativos e hospital de ensino de obstetria, realiza também a formação de estudantes de enfermagem e técnicos auxiliar de laboratório.

## Trabalho de Caridade
O trabalho da Edna Adan é apoiado por instituições de caridade nos Estados Unidos e no Reino Unido, que as ajuda a aumentar o apoio e a conscientização para treinar mais parteiras e combater a Mutilação Genital Feminina em Somalilândia.

## Trabalho Governamental
Edna Adan Ismail foi a única mulher ministra no governo da Somalilândia até julho de 2006, quando ela foi substituída como Ministra dos Negócios Estrangeiros pela ex-Ministra da Informação e Orientação Nacional, Abdillahi Mohamed Dualeh. Além de seu trabalho no governo, ela continua a ser uma voz para o movimento de secessão acontecendo na Somália. Essa voz é também defendida por muitos outros governos, mas continua a não ser compartilhada pela maioria na Somália.

## Prêmios e Reconhecimento
Em reconhecimento a sua contribuição para o Trabalho Humanitário, o nome de Edna Adan Ismail foi adicionado à Hall da Fama de Missão Médica , Universidade de Toledo, Ohio, em Março de 2007. Ela tem um Cargo de Doutor Honorário da Clark University, em Massachusetts, e é membro Honorário da Universidade de Cardiff, Escola de Enfermagem, no país de Gales, desde o dia 8 de julho, 2008. Em 2018, a ela foi concedido um Honorário Comunhão pelo Royal College de Obstetras e Ginecologistas.
Em 2012, Edna Adan foi destaque no documentário Half the Sky: Turning Opression into Opportunity for Women Worldwide, estreado na PBS em 1 e 2 de outubro. A série introduz mulheres e meninas que vivem em circunstâncias muito difíceis e lutam bravamente para desafiá-las. A série de TV The Half the Sky é produzida pela Show of Force junto com o Fugitive Films. Ela foi rejeitada na longa série Desert Island Discs na BBC Radio 4 em 22 de outubro de 2017.
Ela tem sido chamada de "A Madre Teresa Muçulmana" por Kate Grant, CEO da Fistula Foundation.